# Heliophanus flavimaxillis
Heliophanus flavimaxillis este o specie de păianjeni din genul Heliophanus, familia Salticidae, descrisă de Bösenberg, Strand, 1906. Conform Catalogue of Life specia Heliophanus flavimaxillis nu are subspecii cunoscute.